# Oden (Míchigan)

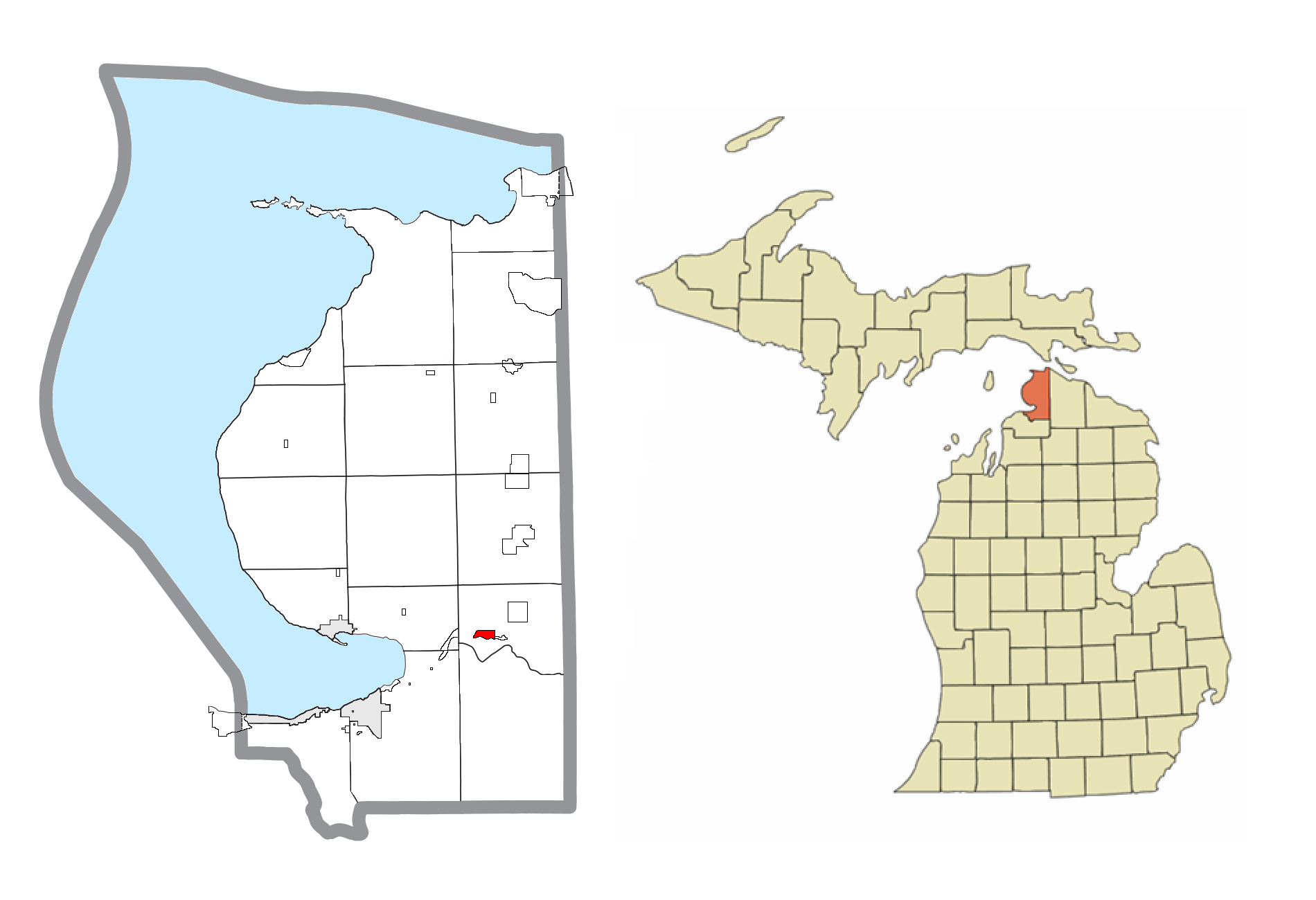
Ubicación de Oden en el mapa

Oden es un lugar designado por el censo ubicado en el condado de Emmet en el estado estadounidense de Míchigan. En el Censo de 2010 tenía una población de 363 habitantes y una densidad poblacional de 228,27 personas por km².

## Geografía
Oden se encuentra ubicado en las coordenadas 45°25′30″N 84°49′33″O / 45.42500, -84.82583. Según la Oficina del Censo de los Estados Unidos, Oden tiene una superficie total de 1.59 km², de la cual 1.59 km² corresponden a tierra firme y (0%) 0 km² es agua.

## Demografía
Según el censo de 2010, había 363 personas residiendo en Oden. La densidad de población era de 228,27 hab./km². De los 363 habitantes, Oden estaba compuesto por el 91.46% blancos, el 0.28% eran afroamericanos, el 4.41% eran amerindios, el 0.28% eran asiáticos, el 0% eran isleños del Pacífico, el 0.28% eran de otras razas y el 3.31% pertenecían a dos o más razas. Del total de la población el 1.93% eran hispanos o latinos de cualquier raza.